# Proces Ludwika XVI

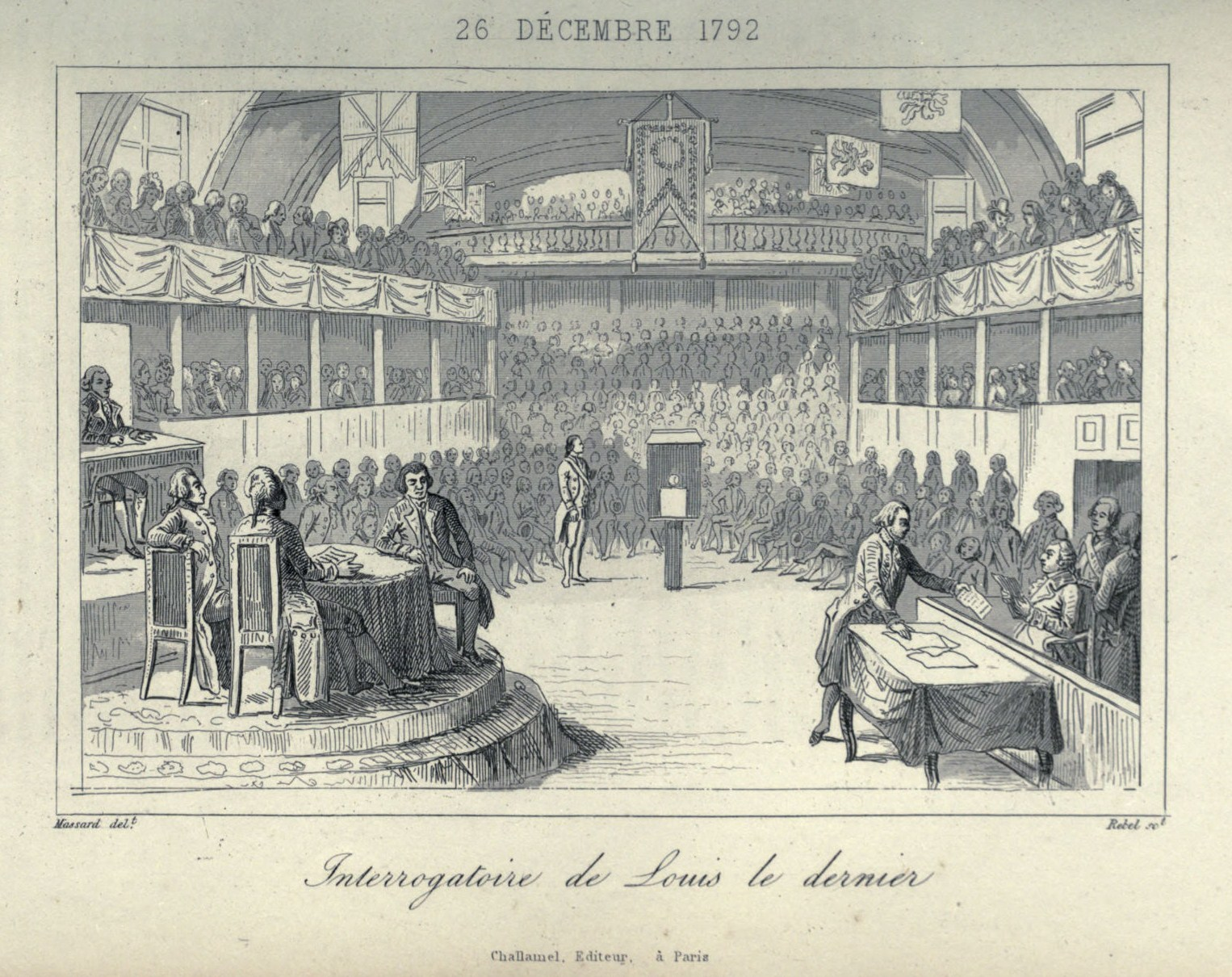
Ludwik XVI przesłuchiwany przez Konwent Narodowy

Proces Ludwika XVI – proces sądowy przeciwko Ludwikowi XVI, byłemu królowi Francji, który odbył się w dniach 10–26 grudnia 1792 r. Monarcha, oskarżony o zdradę i działanie na szkodę państwa, został skazany 15 stycznia 1793 przez deputowanych Konwentu Narodowego na śmierć w wyniku głosowania. Egzekucję wykonano 21 stycznia tego samego roku. W niektórych środowiskach proces i egzekucja króla uznawane są za przykład mordu sądowego. 
Po wydarzeniach 10 sierpnia 1792 król Ludwik XVI został formalnie pozbawiony władzy i uwięziony razem z rodziną w dawnym klasztorze templariuszy znanym jako wieża Temple. 20 września 1792 nowo wybrany Konwent Narodowy potwierdził trwałe zniesienie monarchii we Francji, nie był jednak w stanie natychmiast rozstrzygnąć kwestii dalszych losów króla. O zorganizowaniu mu procesu „wobec Narodu” reprezentowanego przez Konwent przesądziło odkrycie w dwa miesiące później listów z „szafy żelaznej”, które potwierdzały kontakty Ludwika XVI z Austrią i Prusami, automatycznie tworząc podejrzenie o zdradę stanu. Proces zakończył się wyrokiem skazującym na śmierć. Ludwik XVI, pod nazwiskiem Louis Capet, został zgilotynowany 21 stycznia 1793.

## Geneza procesu
Po zwycięstwie powstania 10 sierpnia 1792 liczba zwolenników śmierci króla była niewielka. Jednak 1 października w czasie obrad Konwentu Narodowego została podniesiona kwestia dokumentów odnalezionych w Tuileries, wśród których spodziewano się znaleźć materiały kompromitujące króla. Złożona z 24 posłów Konwentu komisja do 6 listopada miała czas na ich analizę, a swoje wnioski przedstawiła w raporcie z tego samego dnia. Tekst nie zawierał szczegółowych ustaleń prawnych ani politycznych, jednak twierdził, że na podstawie znalezionych dokumentów Ludwik XVI powinien zostać ukarany. Następnego dnia inna komisja Konwentu, zajmująca się analizą i tworzeniem prawa, oznajmiła, że organem mogącym przeprowadzić stosowny proces jest jedynie sam parlament. 
Wnioski komisji prawnej podzieliły Konwent. Bardziej umiarkowani posłowie występowali przeciwko pomysłowi osądzenia obalonego monarchy. Najbardziej radykalni jakobini żądali jego stracenia bez procesu, gdyż uważali sam fakt wystąpienia ludowego przeciw władcy za jego osąd dokonany przez naród. Sprawę przesądziło odkrycie 20 listopada „szafy żelaznej” – skrytki na tajne dokumenty króla. 3 grudnia Konwent, po dłuższej debacie, przegłosował przeprowadzenie procesu, zaś nowej komisji dał cztery dni na zapoznanie się z treścią znalezionych dokumentów.

## Oskarżenie
11 grudnia 1792 Bertrand Barère de Vieuzac otworzył posiedzenie z udziałem Ludwika XVI, oznajmiając, że 3 grudnia reprezentanci narodu zdecydowali o jego osądzeniu. Następnie oddał głos Robertowi Lindetowi, głównemu autorowi aktu oskarżenia. Padły w nim następujące zarzuty: 
1. Chęć uniemożliwienia obrad Stanów Generalnych, a zatem dokonanie próby zamachu na wolność.
2. Organizowanie armii przeciwko obywatelom Paryża, także po zdobyciu Bastylii.
3. Niedotrzymanie zobowiązań wobec Konstytuanty, dopuszczenie do sprofanowania kokard trójkolorowych i tym samym wywołanie wydarzeń z 5 i 6 września 1789.
4. Inspirowanie działań przeciwko Konstytuancie mimo złożenia przysięgi na jej wierność w czasie Święta Federacji.
5. Fałszywe zapewniane Konstytuanty o swojej lojalności w czasie, gdy była już planowana ucieczka z kraju i utrzymywane kontakty z innymi państwami.
6. Kontakty z cesarzem Leopoldem II i królem Prus Fryderykiem Wilhelmem II w sprawie restauracji monarchii we Francji.
7. Finansowe wspieranie emigrantów francuskich.
8. Przyczynienie się do wybuchu powstania 10 sierpnia 1792.
9. Magazynowanie mąki, kawy i cukru w królewskich magazynach w trudnej sytuacji ekonomicznej kraju.
10. Utrudnianie, poprzez weto królewskie, założenia w Paryżu obozu dla ochotników do armii republikańskiej.
11. Sprowokowanie masakry na Polu Marsowym.

Król został następnie poproszony o ustosunkowanie się do kolejnych zarzutów. Argumentował, iż nie może być sądzony za wydarzenia sprzed 20 czerwca 1789, gdyż w tym okresie działanie króla francuskiego nie było ograniczane prawem, mógł zatem zakazać spotkań Stanów Generalnych i w dowolny sposób kierować wojskami. Zaprzeczał jednak, by jego intencją była krwawa rozprawa ze zwolennikami reform. Zaprzeczył również, jakoby miał pozwolić na deptanie trójkolorowych kokard w czasie przyjęcia w Wersalu w pierwszych dniach września 1789. Podkreślał, że nie miał wpływu na wydarzenia, jakie doprowadziły do masakry na Polu Marsowym i twierdził, że nigdy nie finansował antyrewolucyjnych działań francuskiej emigracji. Wreszcie oznajmił, że nie ponosi żadnej odpowiedzialności za śmierć kilkuset osób w czasie powstania 10 sierpnia 1792. W czasie dodatkowego przesłuchania król stwierdził również, że nie wie nic o „szafie żelaznej” i nie prowadził żadnej dyplomatycznej działalności antyrewolucyjnej. Kilkakrotnie twierdził, że nie pamięta już wydarzeń, o które był pytany.

## Wystąpienia obrońców króla
Za zgodą Konwentu od 12 grudnia 1792 w roli adwokatów Ludwika XVI występowali François Denis Tronchet, Guillaume-Chrétien de Lamoignon de Malesherbes, Guy-Jean-Baptiste Target oraz Raymond de Sèze. 26 grudnia ten ostatni wygłosił wielką mowę obrończą, w której oskarżył Konwent o brak bezstronności, stwierdzając, że nie widzi sędziów, a jedynie oskarżycieli. Stwierdził, że odmawiając królowi praw, jakie nadano obywatelom w rewolucyjnych deklaracjach, zwolennicy zmian zaprzeczyli własnym ideałom. Deklarował również, że oskarżony był dobrym władcą, „przyjacielem ludu”, cechował go wstręt wobec korupcji i poczucie sprawiedliwości. Oznajmiał, że król zrzekł się dobrowolnie władzy absolutnej widząc pragnienie wolności u Francuzów. Zaprzeczał również działaniom króla przeciwko francuskiej rewolucji i twierdził, że nie ma dowodów na finansowanie organizacji emigranckich. 
W tym samym dniu król potwierdził argumenty użyte przez swojego obrońcę. Efekt wystąpienia był jednak niewielki, ponieważ większość deputowanych była już przekonana o winie oskarżonego. Obrońcy nie odnieśli się ponadto do dokumentów odnalezionych w „szafie żelaznej”, jedynie negowali formalną wartość wniosku. Tym samym nie byli w stanie odpowiedzieć na praktycznie najpoważniejsze z jedenastu postawionych oskarżeń. 
W Temple Ludwik XVI miał regularny kontakt z adwokatami, mógł też czytać gazety i zapoznać się z dokumentami, na które powoływał się akt oskarżenia. Na polecenie Konwentu Narodowego został odseparowany od rodziny, wyjątek uczyniono dla spotkań z dziećmi Marią Teresą i Ludwikiem, z których dobrowolnie zrezygnował. Król prawie nie ingerował w środki prowadzonej obrony oraz przemówienia swoich obrońców, gdyż nie wierzył w ocalenie życia. 

## Działania na rzecz ratowania króla
Już w październiku rojaliści zaczęli prowadzić działania na rzecz zorganizowania ucieczki króla z więzienia. Do ich akcji dołączył Georges Danton, jednak jego próba wpływania na nastawienie opinii publicznej zakończyła się fiaskiem. Premier Wielkiej Brytanii William Pitt Młodszy odmówił interwencji w obronie Ludwika XVI. Hiszpania Burbonów deklarowała neutralność w wojnie w zamian za powstrzymanie się od karania króla śmiercią, jej chargé d’affaires w Paryżu Domingo de Iriarte y Nieves Ravelo starał się przekupić część posłów.

## Wydanie wyroku
Natychmiast po zakończeniu wystąpień podsądnego i adwokatów w Konwencie na nowo rozpoczęła się dyskusja nad losem króla. Posłowie umiarkowani domagali się przeprowadzenia referendum w tej sprawie. Radykałowie opowiadali się za natychmiastową egzekucją. Równocześnie z prowincji napływały naciski na Konwent Narodowy zarówno ze strony zwolenników, jak i przeciwników wyroku śmierci. 
15 stycznia głosowanie w Konwencie przesądziło o winie króla: 691 posłów orzekło „tak” przeciwko 27 wstrzymujących się od głosu. Pomysł przeprowadzenia referendum nie przeszedł wobec 287 posłów za i 424 przeciw przy 16 wstrzymujących się. Wreszcie zdecydowano o karze: tu 366 posłów było za śmiercią (w tym 34 za odroczeniem egzekucji), 321 domagało się kary deportacji lub kary więzienia. O wyroku powiadomiono adwokatów, apelacja została odrzucona. 
18 stycznia wyniki głosowania, wobec protestów niektórych posłów, zostały zweryfikowane. Ostatecznie 288 osób zagłosowało za karą więzienia lub wygnania, 46 za karą śmierci z odroczeniem jej wykonania, 387 – za karą śmierci bez zastrzeżeń. Następnego dnia odrzucony został wniosek o odroczenie stracenia. W rezultacie został wydany dekret o poinformowaniu skazanego o wyroku i jego wykonaniu w dniu następnym. 
Ludwik XVI został stracony 21 stycznia 1793 na Placu Rewolucji w Paryżu, a jego ciało wrzucono do fosy na cmentarzu św. Magdaleny i przykryto warstwą palonego wapna.